# Far... Þinn Veg
Far... Þinn Veg fue un álbum lanzado en 2001 por el cantante de rock islandés Megas. Este trabajo está formado por 13 canciones y contó con la colaboración del guitarrista Guðlaugur Kristinn Óttarsson.